# Cleveland-Torso-Mörder

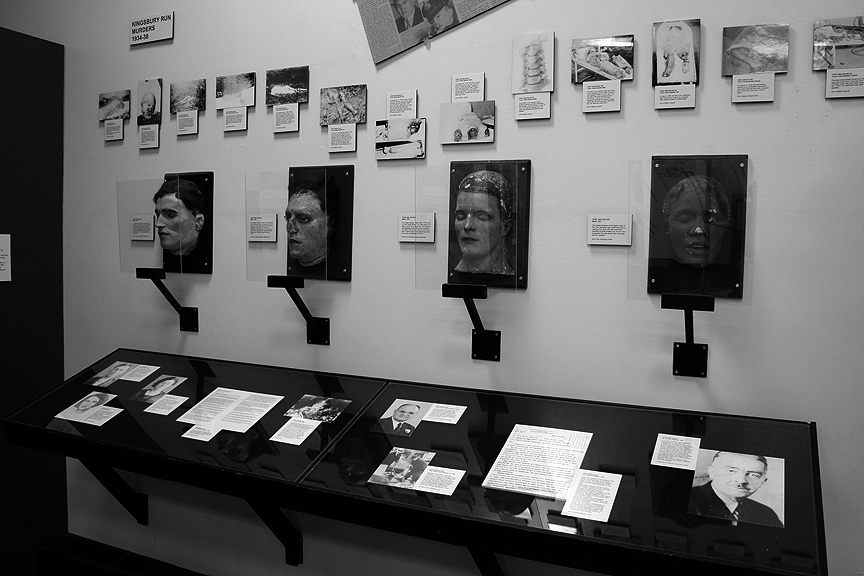
Eine dem Cleveland Torso Murderer gewidmete Ausstellung im Cleveland Police Museum. (von links nach rechts: Totenmasken der Opfer Edward Andrassy, Florence Genevieve Polillo, „Der tättowierte Man“ und Jane Doe II).

Der Cleveland-Torso-Mörder, auch als Torso-Killer bekannt, war ein unidentifizierter Serienmörder, dem von 1935 bis 1938 zwölf Morde in Cleveland zugeschrieben werden.

## Die Taten und die Ermittlungen
1935 fand man eine entstellte Leiche auf einem Wiesengebiet in Cleveland. Vom Leichnam war nur der Torso übrig geblieben, der Kopf und die Gliedmaßen waren abgeschnitten worden. Als weitere Leichname gefunden wurden, erhielt der Mörder von der Presse den Namen „Cleveland Torso Murderer“. Die Öffentlichkeit verlangte die Aufklärung dieser grausamen Mordserie. Den Fall übertrug man dem damaligen Direktor für öffentliche Sicherheit, Eliot Ness, der Bekanntheit durch seine Bemühungen, den Gangsterboss Al Capone zu Fall zu bringen, erlangt hatte.
Die Opfer des Cleveland-Torso-Mörders waren Männer und Frauen aus der Unterschicht. Die Opfer wurden enthauptet und die Gliedmaßen abgeschnitten.
Eliot Ness und der Polizei gelang es nicht, den Täter zu fassen. Die Mordserie endete im Jahre 1938, trotzdem wurden die Ermittlungen fortgesetzt. 1942 zog sich Eliot Ness von seinem Posten zurück, der Misserfolg soll einer der Gründe für seinen Rücktritt gewesen sein.

## Opfer
Die meisten Forscher gehen von zwölf Opfern aus. Nur drei Opfer wurden eindeutig identifiziert; die anderen zehn waren sechs John Does und vier Jane Does.

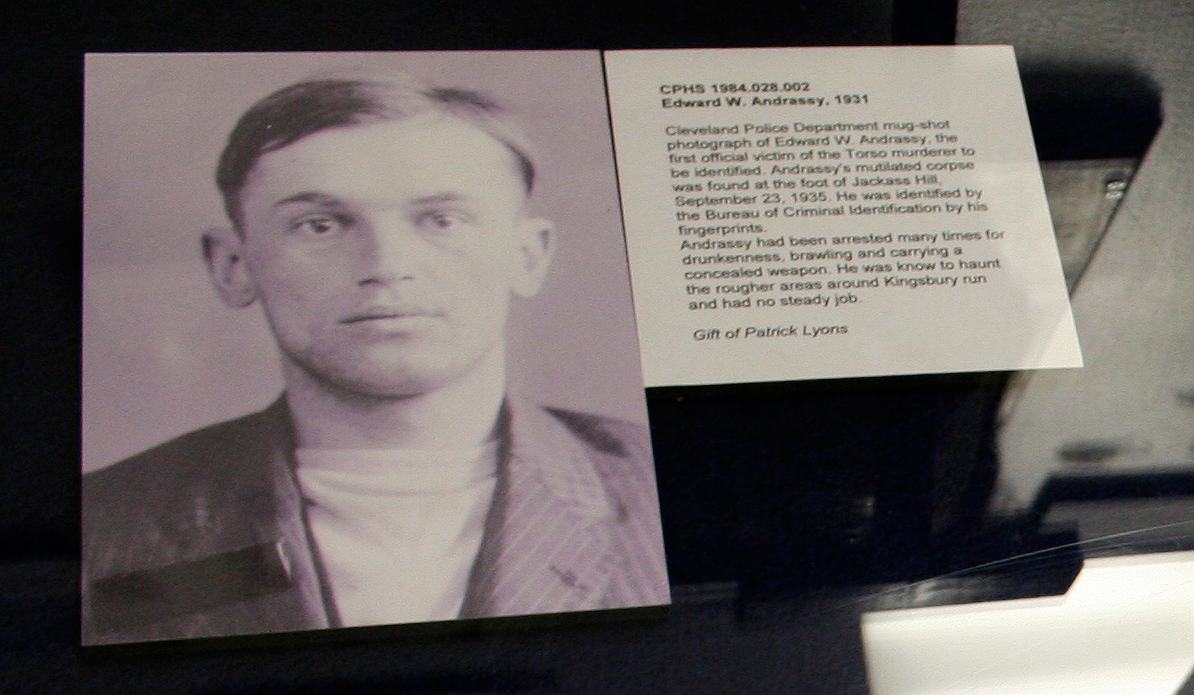
Edward Andrassy

### Edward Andrassy
Der 29-jährige Edward Anthony Andrassy wurde am 23. September 1935 in einer Schlucht am Fuße des Jackass Hill entdeckt, wo die East 49th Street in eine Sackgasse in den Kingsbury Run mündet. Andrassys Kopf wurde neben dem Rest seines Körpers begraben entdeckt, der entmannt war und nur noch Socken trug. Im Autopsiebericht heißt es, dass Andrassy im mittleren Halsbereich enthauptet wurde und einen Bruch der mittleren Halswirbel erlitt. Der Gerichtsmediziner stellte außerdem fest, dass er Seilbrandwunden an seinen Handgelenken hatte. Die Todesursache war Enthauptung; Blutung und Schock. Er war seit zwei bis drei Tagen tot. Andrassy war einst Pfleger in der psychiatrischen Abteilung des Cleveland City Hospital. Zum Zeitpunkt seines Todes war er jedoch arbeitslos und hatte keine bekannte finanzielle Unterstützung.

### John Doe I
Die enthaupteten Überreste eines anderen weißen Mannes wurden ebenfalls im Unkraut am Fuße der East 49th Street und der Praha Avenue neben Andrassy gefunden. Es gibt Hinweise darauf, dass der Körper des nicht identifizierten Opfers mit Öl gesättigt war und nach seinem Tod in Brand gesteckt wurde, wodurch die Haut rötlich und ledrig wurde. Die Körperbehaarung des Opfers war entfernt. Der unbekannte Mann wurde John Doe I genannt.

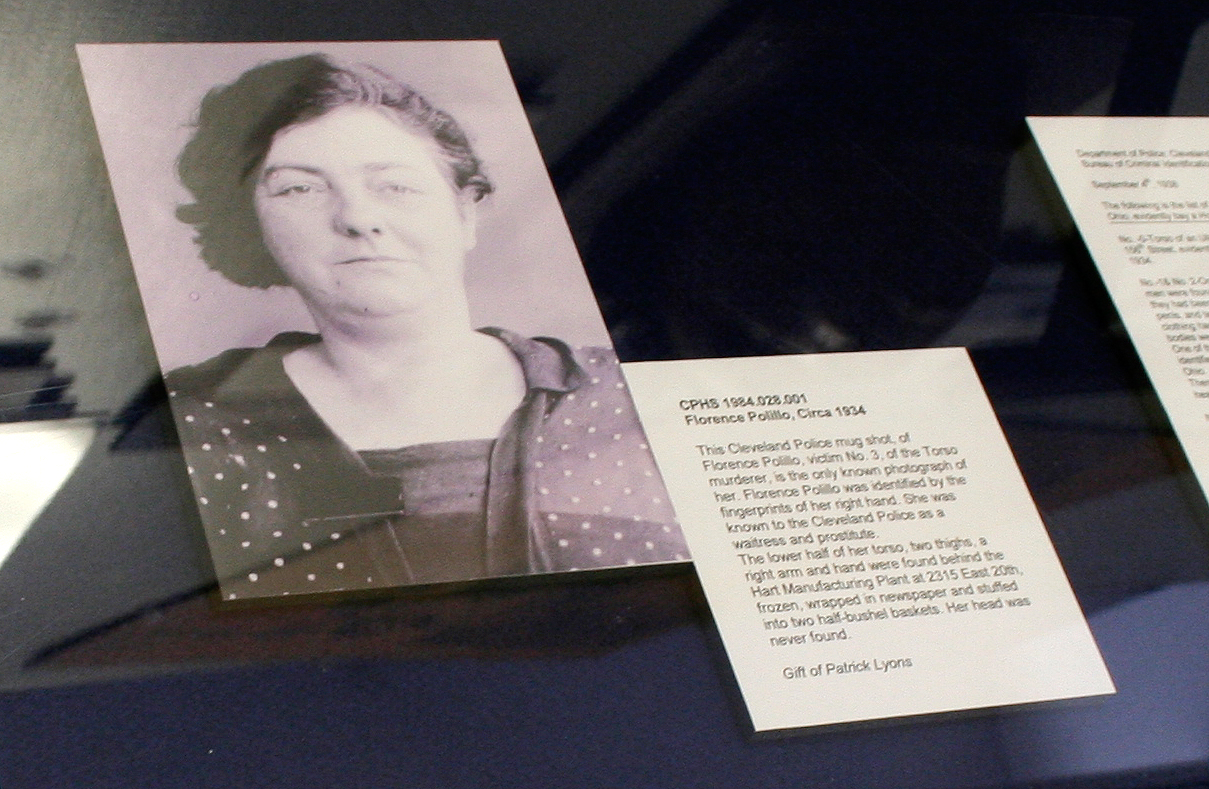
Florence Pilillo

### Florence Polillo
Florence Genevieve Polillo, 44 Jahre alt, wurde in der East 20th Street 2315 bis 2325 in Cleveland entdeckt. Florence wurde zerstückelt aufgefunden und war in Papier eingewickelt und in Halbscheffelkörbe gepackt worden. Der Kopf wurde nicht gefunden. Im Autopsiebericht wurde als Todesursache eine aufgeschlitzte Kehle angegeben. Da der Kopf fehlte, konnte die Gerichtsmedizin ihren Tod nicht endgültig als Mord einstufen.

### John Doe II (Der tätowierte Mann)
Der enthauptete Oberkörper eines unbekannten Mannes wurde am 5. Juni 1936 zwischen den Gleisen New York Central und Nickel Plate Road neben einem alten Güterschuppen vor dem Polizeigebäude der Nickel Plate Road gefunden. Sein Kopf wurde in der Nähe der Gleise des Shaker Heights Rapid Transit gefunden.
Der Körper des Opfers war nackt, aber unverstümmelt und wurde nur etwa fünfzehnhundert Fuß vom Kopf entfernt gefunden. Es war kein Blut auf dem Boden, was darauf hindeutete, dass er an einem anderen Ort getötet worden war. Ein Eisenbahner sagte aus, dass der Kopf um 15:00 Uhr nicht in der Nähe gewesen sei. An diesem Tag beschrieb ein Augenzeuge, wie er gegen 23:00 Uhr einen neuen Cadillac in der Nähe des Tatorts sah, noch in derselben Nacht.
Die physischen Beweise für die Enthauptung lassen darauf schließen, dass sie zu Lebzeiten des Opfers durchgeführt wurde, und im Autopsiebericht heißt es, dass dem Körper Blut entzogen wurde. Der Kopf war zwischen dem ersten und zweiten Halswirbel abgeschnitten worden. Es gab keine Hinweise auf Drogen oder Alkohol im Körper des Opfers und nichts deutete darauf hin, dass er vor seiner Tötung gefoltert oder gefesselt worden war.

### John Doe III
Am 22. Juli 1936 wurden die stark verwesten, enthaupteten Überreste eines weißen Mannes in der Nähe eines Obdachlosenlagers im Stadtteil Big Creek in Brooklyn, westlich von Cleveland, gefunden. Dies war das einzige bekannte West-Side-Opfer des Torso-Mörders. Die Polizei durchsuchte die Gegend und fand den Schädel des Mannes. In der Nähe wurde billig hergestellte, blutbefleckte Kleidung gefunden. Ein Pathologe entdeckte eine große Menge getrocknetes Blut, das in den Boden unter dem Körper des Mannes eingesickert war, was darauf hindeutet, dass er an dieser Stelle getötet wurde. Dies war der erste Tatort abseits von Kingsbury Run. Das Opfer wurde nicht transportiert, sondern am Fundort getötet.
Die langen Haare, die schlechte Kleidung und die Lage des Opfers in der Nähe eines Obdachlosenlagers ließen darauf schließen, dass es sich um einen der vielen Landstreicher handelte, die auf den nahegelegenen Eisenbahnschienen in Cleveland ein- und ausfuhren. Es war nicht mehr möglich, Fingerabdrücke zu erhalten. Recherchen in Vermisstenanzeigen blieben erfolglos.

### John Doe IV
Ein Obdachloser fand Leichenteile in einem Gewässer in der Nähe der East 37th Street, während er auf einen Güterzug in Richtung Osten wartete. Der Rumpf wurde in die Leichenhalle gebracht, wo der Gerichtsmediziner feststellte, dass der Körper zwischen dem dritten und vierten Halswirbel und zwischen dem dritten und vierten Lendenwirbel durchtrennt worden war. Nach dem Rest der Leiche wurde gesucht. Die Polizei fand einen schmutzigen Filzhut mit der Aufschrift „Laudy's Smart Shop, Bellevue, Ohio“, der auf der Oberseite Blutflecken aufwies. Am Ufer des Gewässers, wo die Leiche gefunden wurde, wurde in Zeitungspapier gewickelt ein blaues Arbeitshemd gefunden, das mit Blut bedeckt war. Das Gewässer wurde ausgebaggert, um weitere Körperteile zu finden. Der Kopf wurde nicht gefunden und der Körper konnte nicht identifiziert werden. Die Nieren und der Magen des Opfers wurden entfernt, ebenso die Genitalien. Der Gerichtsmediziner gab als wahrscheinliche Todesursache Enthauptung an.

### Jane Doe I
Am 23. Februar 1937 wurde der Oberkörper einer unbekannten Frau am Euclid Beach in der 156. Straße angespült. Die Beine, Arme und der Kopf wurden nicht gefunden. Drei Monate später wurde die untere Hälfte des Rumpfes in der East 30th Street an Land gespült. Die Arme waren an der Schultergelenkpfanne amputiert wordent. Hals und der Kopf waren zwischen dem siebten Halswirbel und dem ersten Brustwirbel abgetrennt. Die Hautoberfläche wies Messerspuren auf. In der Pleurahöhle befanden sich Wasser und Kies. Die wahrscheinliche Todesursache konnte laut der Akte des Gerichtsmediziners nicht offiziell festgestellt werden.

### Jane Doe II
Das achte Opfer wurde am 6. Juni 1937 unter der Lorain-Carnegie-Brücke gefunden. In einem verrotteten Leinensack lag zusammen mit einer Zeitung vom Juni 1936 das Teilskelett einer Frau, die seit etwa einem Jahr tot war. Der Körper war enthauptet und es fehlte eine Rippe. Sie wurde zunächst fälschlicherweise mit der 40-jährigen Prostituierten Rose Wallace in Verbindung gebracht, die aus derselben Bar verschwunden war, in der auch Florence Polillo zu Gast war. Während das Opfer schätzungsweise seit einem Jahr tot war, wurde Wallace erst am 21. August 1936, also seit zehn Monaten, vermisst.

### John Doe V
Am 6. Juli 1937 wurden der obere Teil des Oberkörpers eines Mannes, der in einen Leinensack für Hühnerfutter gewickelt war, sowie seine beiden Oberschenkel schwimmend im Cuyahoga River in den Cleveland Flats direkt unterhalb des Kingsbury Run entdeckt. Der Kopf sowie die inneren Organe in der Bauchhöhle und im Herzen wurden nicht gefunden.

### Jane Doe III
Am 8. April 1938 wurde im Cuyahoga River in den Cleveland Flats das Bein einer Frau gefunden. Einen Monat später, am 2. Mai, zwei Leinensäcke mit dem nackten halbierten Oberkörper einer Frau; Im Fluss östlich der West 3rd Street Bridge wurden Oberschenkel und Füße schwimmend entdeckt. Ihr Kopf und ihre Arme wurden nicht gefunden. Sie war das einzige Opfer, das Morphium in ihrem Körper hatte.

### Jane Doe IV und John Doe VI
Männer, die nach Metallschrott suchten, fanden am 16. August 1938 eine zerstückelte Leiche auf einer Müllhalde am Ende der East Ninth Street in Columbus, Ohio. Die Frauenleiche war in Lumpen, braunes Papier und Pappe eingewickelt. Der Kopf des Opfers war abgetrennt worden, aber Kopf und Hände wurden zusammen mit dem Rest der Leiche gefunden.
Am selben Tag wurde die Leiche von John Doe VI an einem nahegelegenen Ort am Seeufer von Cleveland entdeckt, gut sichtbar für das Büro des Sicherheitsdirektors Eliot Ness im Rathaus. Ähnlich wie bei den anderen Opfern wurde der Kopf vom Körper abgetrennt und das Opfer bleibt unbekannt. Der Kopf war abgetrennt. Der zweite und dritte Halswirbel wiesen Messerspuren auf. Auch die Extremitäten waren abgetrennt. Der Gerichtsmediziner kam zu dem Schluss, dass die Todesursache nicht geklärt werden konnte, stellte jedoch fest, dass es sich wahrscheinlich um ein Tötungsdelikt handelte.

## Mögliche Opfer

### Dame vom See
Am 5. September 1934 wurde am Ufer des Erieseees östlich von Bratenahl die untere Hälfte des Oberkörpers einer Frau angespült. Die Beine waren an den Knien amputiert. Bei der anschließenden Suche wurden nur wenige weitere Leichenteile gefunden. Der Kopf wurde nicht gefunden. Sie erhielt den Spitznamen „Lady of the Lake“. Sie hatte eine Bauchnarbe wahrscheinlich von einer Hysterektomie. Nachdem sie gefunden wurde, berichteten mehrere Personen, sie hätten Körperteile im Wasser gesehen, darunter auch eine Gruppe von Fischern, die glaubten, einen Kopf gesehen zu haben. Die Frau wurde nahezu am selben Ort gefunden wie Jane Doe I. Auf der Haut beider Opfer befand sich eine Chemikalie.

### Robert Robertson
Am 22. Juli 1950 wurde der 41-jährige Robert Robertson in der Davenport Avenue 2138 in Cleveland entdeckt. Die Polizei ging davon aus, dass er seit sechs bis acht Wochen tot war und enthauptet worden war, was dem Profil der anderen Opfer entsprach. Robertson war von seiner Familie entfremdet, war zuvor schon verhaftet worden und war Alkoholiker. Die Ermittler betrachteten diesen Mord als isoliertes Verbrechen.

## Nachwirkungen
Obwohl der Fall des Torso-Killers noch nicht aufgeklärt wurde, bot er immer wieder Stoff für Kriminalromane und -filme.
Das Thema wurde von den Comiczeichnern Brian Michael Bendis und Marc Andreyko in ihrer Graphic Novel Torso bearbeitet. Wie in der Graphic Novel From Hell dienten die wahren Ereignisse als Vorlage. Der Kriminalhistoriker Steven Nickel schrieb ein Buch mit dem  Titel Torso, das sich mit dem Fall befasst.